# Полномочное представительство БССР при Совете народных комиссаров РСФСР
Полномочное представительство Белорусской Советской Социалистической Республики при Совете народных комиссаров Российской Советской Федеративной Социалистической Республики (Полпредство БССР при СНК РСФСР (бел. Паўнамоцнае Прадстаўніцтва Беларускай Савецкай Сацыялістычнай Рэспублікі пры Савеце народных камісараў Расійскай Савецкай Федэратыўнай Сацыялістычнай Рэспублікі) — государственный дипломатический орган, который входил в систему исполнительной власти и осуществлял свою деятельность под руководством правительства БССР (СНК БССР).

## Создание
Постановлением Центрального Исполнительного Комитета (ЦИК) БССР от 21 марта 1921 г. было принято Положение о Полномочном Представительстве БССР при РСФСР. 24 марта 1921 г. в Москве было открыто Полномочное представительство БССР при правительстве РСФСР, созданное на основе Договора о военном и хозяйственном союзе. Представительству вменялось в обязанность защищать интересы республики на всех уровнях и во всех центральных органах. Целью Представительства была координация деятельности и обобщение практической работы органов и учреждений обеих республик.
Полномочное Представительство подчинялось Народному Комиссариату иностранных дел БССР, входило в состав дипломатического корпуса РСФСР и пользовалось дипломатическим иммунитетом и привилегиями, поддерживало официальные контакты с НКИД РСФСР и дипломатическими представительствами других стран, аккредитованных в Москве. С 22 августа 1921 г. руководителем НКИД БССР становится А. Г. Червяков, который будет осуществлять общее руководство деятельностью Полномочного представительства БССР при правительстве РСФСР.

## Состав
Полномочный представитель БССР при правительстве РСФСР — Мороз Михаил Иванович.
Ответственный секретарь с правом подписи документов — Поречин Григорий Ефимович Архивная копия от 10 января 2018 на Wayback Machine.
Комендант особняка на Малой Никитской, 18 — Станкевич Константин Иосифович.
Уполномоченный Центросоюза — Антошевский Афанасий Фёдорович Архивная копия от 10 января 2018 на Wayback Machine.
Ответственный секретарь Полпредства с 1923 г. — Дубовка Владимир Николаевич.

## Основные направления деятельности в 1921—1924 гг
- отстаивание финансовых интересов БССР;
- возвращение на родину квалифицированных специалистов, необходимых для восстановления разрушенного войной хозяйства, для строительства нового государства; обеспечения БССР медикаментами и техникой;
- возвращение культурных и церковных ценностей, вывезенных с территорий Беларуси во время Первой мировой и Гражданской войн; отстаивание территориальных интересов БССР (возвращение территорий, которые были отторгнуты от Беларуси в 1919 г.);
- деятельность по организации собственно работы Полпредства (решение проблем, возникающих у Полпредства в процессе работы и различных проблем, которые возникают у его сотрудников)[2].